# Vaccinimmunogenitet
Vaccinimmunogenitet, (på engelska immunogenicity), kallas även ibland antigenicitet (på engelska antigenicity), syftar till vacciners förmåga att stimulera den adaptiva immuniteten till att producera antikroppar och antigenspecifika T-cellssvar.